# Pracht
Pracht település Németországban, Rajna-vidék-Pfalz tartományban. Lakosainak száma 1469 fő (2023. december 31.).

## Népesség
A település népességének változása:
| Lakosok száma | 1285 | 1444 | 1442 | 1462 | 1473 | 1469 |
|               | 1975 | 2017 | 2019 | 2021 | 2022 | 2023 |